# أشغال عقابية

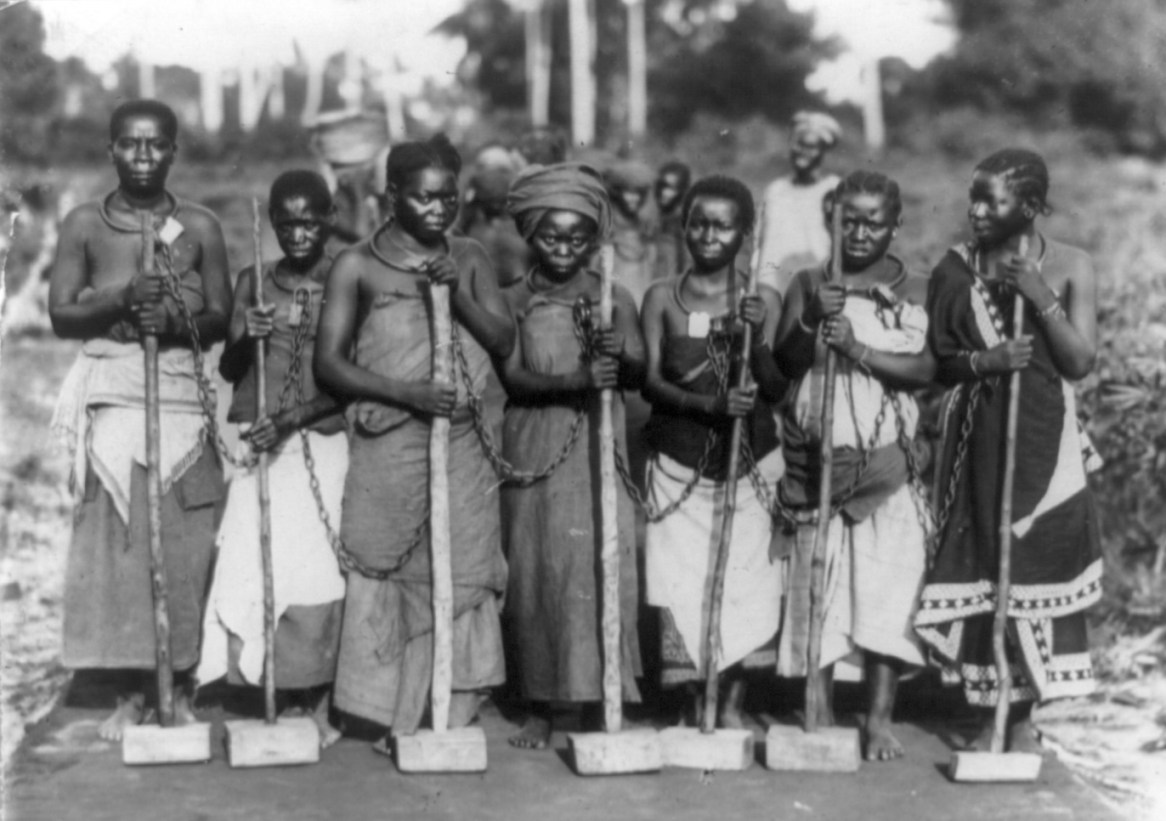
نساء مدانات مكبلات معًا بالسلاسل يقمن بالعمل في الطرق في دار السلام بتنجانيقا (التاريخ غير محدد لكنه يتراوح بين سنة 1890 وسنة 1927)

الأشغال العقابية هو تعبير عام يشمل أشكالًا متعددة من العمل القسري الذي يُفرض على السجناء القيام به كنوع من العقاب، ويكون في الأغلب عملًا يدويًا، وقد يكون عملا خفيفًا أو شاقًا حسب الجرم.
طُبقت هذه العقوبة على السجناء الجنائيين والسياسيين والدينيين وأسرى الحرب، وقد تنوع الحكم بالأشغال العقابية فيشمل العبودية القسرية والعبودية العقابية والسجن مع الأشغال الشاقة.
من البيئات التي طُبقت فيها عقوبة الأشغال العقابية على نطاق واسع كل من معسكرات العمل ومزارع السجون والمستعمرات العقابية والوحدات العقابية العسكرية والمنافي العقابية وعلى متن سفن السجون.